# Lavauxia graminifolia
Lavauxia graminifolia là một loài thực vật có hoa trong họ Anh thảo chiều. Loài này được (H. Lév.) Rose mô tả khoa học đầu tiên năm 1905.